# Shunta Takahashi
Shunta Takahashi (高橋 駿太 Takahashi Shunta?, nacido el 9 de febrero de 1989 en Toyama) es un futbolista japonés que se desempeña como delantero.

## Trayectoria

### Clubes
| Club                | País  | Año         |
| ------------------- | ----- | ----------- |
| Montedio Yamagata   | Japón | 2007 - 2008 |
| Tochigi Uva FC      | Japón | 2009 - 2010 |
| FC Ryukyu           | Japón | 2011 - 2013 |
| AC Nagano Parceiro  | Japón | 2014 - 2015 |
| Thespakusatsu Gunma | Japón | 2016 -      |

## Estadística de carrera

### J. League
| Club                | Año   | J. League | J. League | Copa J. League | Copa J. League | Total | Total |
| Club                | Año   | Part.     | Goles     | Part.          | Goles          | Part. | Goles |
| ------------------- | ----- | --------- | --------- | -------------- | -------------- | ----- | ----- |
| Montedio Yamagata   | 2007  | 0         | 0         | -              | -              | 0     | 0     |
| Montedio Yamagata   | 2008  | 0         | 0         | -              | -              | 0     | 0     |
| AC Nagano Parceiro  | 2014  | 22        | 3         | -              | -              | 22    | 3     |
| AC Nagano Parceiro  | 2015  | 23        | 3         | -              | -              | 23    | 3     |
| Thespakusatsu Gunma | 2016  | 42        | 11        | -              | -              | 42    | 11    |
| Thespakusatsu Gunma | 2017  | 36        | 1         | -              | -              | 36    | 1     |
| Total               | Total | 123       | 18        | 0              | 0              | 123   | 18    |